# Județ de Călărași
Pour les articles homonymes, voir Călărași (homonymie).
Călărași est un județ de Roumanie en Munténie.
Son chef-lieu est Călărași.

## Liste des municipalités, villes et communes

### Municipalités
(population en 2011)
- Călărași (65 181)
- Oltenița (24 822)

### Villes
(population en 2011)
- Budești (7 725)
- Fundulea (6 851)
- Lehliu Gară (6 502)

### Communes
- Alexandru Odobescu
- Belciugatele
- Borcea
- Căscioarele
- Chirnogi
- Chiselet
- Ciocănești
- Crivăț
- Curcani
- Cuza Vodă
- Dichiseni
- Dor Mărunt
- Dorobanțu
- Dragalina
- Dragoș Vodă
- Frăsinet
- Frumușani
- Fundeni
- Gălbinași
- Grădiștea
- Gurbănești
- Ileana
- Independența
- Jegălia
- Lehliu
- Luica
- Lupșanu
- Mănăstirea
- Mitreni
- Modelu
- Nana
- Nicolae Bălcescu
- Perișoru
- Plătărești
- Radovanu
- Roseți
- Sărulești
- Sohatu
- Spanțov
- Șoldanu
- Ștefan cel Mare
- Ștefan Vodă
- Tămădău Mare
- Ulmeni
- Ulmu
- Unirea
- Valea Argovei
- Vasilați
- Vâlcelele
- Vlad Țepeș

## Histoire
Le județ de Călărași a été créé en 1981 par la fusion de la partie sud-est de celui d'Ilfov et de la partie sud de celui de la Ialomița, attestés au XVe siècle. Entre 1952 et 1975 les județe d'Ilfov et de la Ialomița cessèrent d'exister, le régime communiste ayant remplacé les județe par des régions plus grandes.
L'actuel territoire du județ de Călărași a successivement appartenu à la Valachie de 1330 à 1859, à la Principauté de Roumanie de 1859 à 1881, au Royaume de Roumanie de 1881 à 1948, puis à la République socialiste de Roumanie de 1968 à 1989, et enfin à la Roumanie depuis 1990. Comme toute la Roumanie, ce territoire a subi les régimes dictatoriaux carliste, fasciste et communiste de février 1938 à décembre 1989, mais connaît à nouveau la démocratie depuis 1990. Initialement il était gouverné par les judes des județe de Ialomița et d'Ilfov (à la fois préfets et juges suprêmes) nommés par les hospodars de Valachie, puis par des préfets choisis par le premier ministre et nommés par le roi jusqu'en 1947, puis par un secrétaire général județean (départemental) de la section locale du Parti communiste roumain, choisi par le Comité central, et enfin, depuis 1990, à nouveau par un prefect assisté d'un président du conseil județean (départemental) élu par les conseillers, eux-mêmes élus par les électeurs.

## Géographie
Le județ de Călărași fait partie du Bărăgan, partie orientale de la plaine valaque qui longe la rive nord du bas-Danube, limite méridionale du județ. Le județ est bordé à l'ouest par ceux de Giurgiu et d'Ilfov, au nord par celui de Ialomița, à l'est par celui de Constanța.

## Politique
| Parti | Parti                                                     | Sièges |
| ----- | --------------------------------------------------------- | ------ |
|       | Parti social-démocrate (PSD)                              | 15     |
|       | Parti national libéral-Union sauvez la Roumanie (PNL-USR) | 13     |
|       | Pro Romania (PRO)                                         | 2      |

## Démographie
| 1930    | 1948    | 1956    | 1966    | 1977    | 1992    | 2002    | 2011    |
| ------- | ------- | ------- | ------- | ------- | ------- | ------- | ------- |
| 228 165 | 287 722 | 318 573 | 337 261 | 338 807 | 338 804 | 324 617 | 306 691 |